# Желязко Ангелов
Желязко Динков Ангелов е български политик от БКП. Активен участник в редиците на РМС и Комсомола и в борбите на работническата класа, като шивашки работник, в Асеновград и Пловдив.

## Биография

### Произход, образование и работа
Желязко Ангелов е роден на 26 януари 1916 г. в с. Мулдава, Пловдивско, в средно селско семейство. Има първоначално образование.
Между 1928 – 1929 г. и 1929 – 1933 г. работи като чирак в колониален магазин в Асеновград и като шивач. Член е на РМС от 1932 г. В 1933 г. е шивашки работник в град Пловдив – по ремсова и комсомолска линия. През този период е работил и в окръжната нелегална партийна печатница на град Пловдив. През 1936 г. за известно време е интерниран. Между 1937 до 1938 г. отбива военната си служба в казармата в с. Горна Баня (днес кв. Горна Баня), Софийско като трудовак.
Завръща се в Пловдив и продължава да е шивашки работник, до 1941 г. В 1939 г. е приет за член на БРП (к.), а година по-късно е привлечен за член на районен комитет. През 1942 г. е арестуван, във връзка с провала на окръжния, градския и районния комитет на партията в Пловдив. Изтърпява жестоки инквизиции. Осъден е на 15 години строг тъмничен затвор от Пловдивския военно-полеви съд, но е пуснат на свобода на 8 септември 1944 г., след излежаване на две години в Пловдивския, Скопския и Пазарджишкия затвор.

### Професионална кариера
След 9 септември 1944 г. се завръща отново в Пловдив и работи в IV районен комитет на партията. Между 1945 – 1947 г. е известно време и секретар на РК и също член на бюрото на ГК на БРП (к.). Продължава работа като областен и околийски организатор на ОЗПС и член на бюрото на ОК на БРП (к.). Бил е и председател на ОЗПС. Между 1949 – 1950 г. завежща отдел „Кадри“ при ОК на БРП (к.). В края на 1950 г. постъпва на работа в апарата на ЦК на БКП, като инструктор към отделите: „Административен“ и „Партийни, профсъюзни и младежки органи (ППМО)“, „За работа с народните съвети и масовите организации“, и инструктор на КК при ЦК на БКП от 1963 г. През 1954 г. завършва Висшата партийна школа при ЦК на БКП.
Награден е с Орден „9 септември 1944 г.“ – II степен и с I степен на 13 януари 1966 г., по случай неговата петдесетгодишнина и за активното му участие в борбата против фашизма и капитализма и строителството на социализма в страната.